# Copa América 1993
Die Copa América 1993 war die 36. Ausspielung der südamerikanischen Kontinentalmeisterschaft im Fußball und fand vom 15. Juni bis 4. Juli zum dritten Mal in Ecuador statt. Ab diesem Turnier gab es eine Besonderheit. Erstmals nahmen mit Mexiko und den USA zwei nicht südamerikanische Gastmannschaften am Turnier teil.
Beim Austragungsmodus kehrte man zum bereits einmal 1987 erprobten System zurück, welches auch für die zukünftigen Wettbewerbe beibehalten werden sollte. Gespielt wurde in einer Kombination aus Gruppenphase und anschließender K.-o.-Runde. Die Gruppenphase wurde in drei Gruppen zu diesmal je vier Mannschaften gespielt. Neu war auch das erstmals ausgespielte Viertelfinale, welches die beiden besten Mannschaften jeder Gruppe sowie die zwei besten Drittplatzierten erreichten. Bei Punktgleichheit entschied das Torverhältnis. In der Finalrunde gab es bei unentschiedenen Spielstand nach 90 Minuten keine Verlängerung, sondern gleich ein Elfmeterschießen. Titelverteidiger Argentinien musste wie alle übrigen Teilnehmer bereits in der Gruppenphase antreten. Diesmal wurden lediglich in den Gruppen A und B einige Spiele im Rahmen von Doppelveranstaltungen jeweils an einem Tag im gleichen Stadion ausgetragen.
Argentinien konnte ungeschlagen seinen Titel verteidigen und war mit seinem insgesamt 14. Titel wieder alleiniger Rekordgewinner der Copa América. Durch den Gewinn der Copa América war Argentinien als Vertreter Südamerikas für den König-Fahd-Pokal 1995, dem Vorläufer des FIFA-Konföderationen-Pokal, qualifiziert.

## Spielorte
| Quito |

| Ambato |

| Cuenca |

| Guayaquil |

| Machala |

| Portoviejo |

| Quito |

| Ambato |

| Cuenca |

| Guayaquil |

| Machala |

| Portoviejo |

## Gruppenphase

### Gruppe A
| Pl. | Land      | Sp. | S | U | N | Tore    | Diff. | Punkte |
| --- | --------- | --- | - | - | - | ------- | ----- | ------ |
| 1.  | Ecuador   | 3   | 3 | 0 | 0 | 010:200 | +8    | 06:0   |
| 2.  | Uruguay   | 3   | 1 | 1 | 1 | 004:400 | ±0    | 03:30  |
| 3.  | Venezuela | 3   | 0 | 2 | 1 | 006:110 | −5    | 02:40  |
| 4.  | USA       | 3   | 0 | 1 | 2 | 003:600 | −3    | 01:50  |

|                                                     |   |           |           |
| 15. Juni 1993 in Quito (Estadio Olímpico Atahualpa) |   |           |           |
| Ecuador                                             | – | Venezuela | 6:1 (2:0) |
| 16. Juni 1993 in Ambato (Estadio Bellavista)        |   |           |           |
| Uruguay                                             | – | USA       | 1:0 (0:0) |
| 19. Juni 1993 in Ambato (Estadio Bellavista)        |   |           |           |
| Uruguay                                             | – | Venezuela | 2:2 (1:1) |
| 19. Juni 1993 in Quito (Estadio Olímpico Atahualpa) |   |           |           |
| Ecuador                                             | – | USA       | 2:0 (2:0) |
| 22. Juni 1993 in Quito (Estadio Olímpico Atahualpa) |   |           |           |
| Venezuela                                           | – | USA       | 3:3 (0:2) |
| Ecuador                                             | – | Uruguay   | 2:1 (1:0) |

### Gruppe B
| Pl. | Land      | Sp. | S | U | N | Tore    | Diff. | Punkte |
| --- | --------- | --- | - | - | - | ------- | ----- | ------ |
| 1.  | Peru      | 3   | 1 | 2 | 0 | 002:100 | +1    | 04:20  |
| 2.  | Brasilien | 3   | 1 | 1 | 1 | 005:300 | +2    | 03:30  |
| 3.  | Paraguay  | 3   | 1 | 1 | 1 | 002:400 | −2    | 03:30  |
| 4.  | Chile     | 3   | 1 | 0 | 2 | 003:400 | −1    | 02:40  |

|                                                             |   |           |           |
| 18. Juni 1993 in Cuenca (Estadio Alejandro Serrano Aguilar) |   |           |           |
| Paraguay                                                    | – | Chile     | 1:0 (1:0) |
| Brasilien                                                   | – | Peru      | 0:0       |
| 21. Juni 1993 in Cuenca (Estadio Alejandro Serrano Aguilar) |   |           |           |
| Paraguay                                                    | – | Peru      | 1:1 (1:0) |
| Chile                                                       | – | Brasilien | 3:2 (1:1) |
| 24. Juni 1993 in Cuenca (Estadio Alejandro Serrano Aguilar) |   |           |           |
| Peru                                                        | – | Chile     | 1:0 (1:0) |
| Brasilien                                                   | – | Paraguay  | 3:0 (1:0) |

### Gruppe C
| Pl. | Land        | Sp. | S | U | N | Tore    | Diff. | Punkte |
| --- | ----------- | --- | - | - | - | ------- | ----- | ------ |
| 1.  | Kolumbien   | 3   | 1 | 2 | 0 | 004:300 | +1    | 04:20  |
| 2.  | Argentinien | 3   | 1 | 2 | 0 | 003:200 | +1    | 04:20  |
| 3.  | Mexiko      | 3   | 0 | 2 | 1 | 002:300 | −1    | 02:40  |
| 4.  | Bolivien    | 3   | 0 | 2 | 1 | 001:200 | −1    | 02:40  |

|                                                     |   |           |           |
| 16. Juni 1993 in Machala (Estadio 9 de Mayo)        |   |           |           |
| Kolumbien                                           | – | Mexiko    | 2:1 (1:0) |
| 17. Juni 1993 in Guayaquil (Estadio George Capwell) |   |           |           |
| Argentinien                                         | – | Bolivien  | 1:0 (0:0) |
| 20. Juni 1993 in Guayaquil (Estadio George Capwell) |   |           |           |
| Argentinien                                         | – | Mexiko    | 1:1 (1:1) |
| 20. Juni 1993 in Machala (Estadio 9 de Mayo)        |   |           |           |
| Kolumbien                                           | – | Bolivien  | 1:1 (1:1) |
| 23. Juni 1993 in Portoviejo (Reales Tamarindos)     |   |           |           |
| Mexiko                                              | – | Bolivien  | 0:0       |
| 23. Juni 1993 in Guayaquil (Estadio George Capwell) |   |           |           |
| Argentinien                                         | – | Kolumbien | 1:1 (1:1) |

### Drittplatzierte
| Pl. | Land      | Sp. | S | U | N | Tore    | Diff. | Punkte |
| --- | --------- | --- | - | - | - | ------- | ----- | ------ |
| 1.  | Paraguay  | 3   | 1 | 1 | 1 | 002:400 | −2    | 03:30  |
| 2.  | Mexiko    | 3   | 0 | 2 | 1 | 002:300 | −1    | 02:40  |
| 3.  | Venezuela | 3   | 0 | 2 | 1 | 006:110 | −5    | 02:40  |

## Viertelfinale
|                                                     |   |           |                      |
| 26. Juni 1993 in Quito (Estadio Olímpico Atahualpa) |   |           |                      |
| Ecuador                                             | – | Paraguay  | 3:0 (2:0)            |
| 26. Juni 1993 in Guayaquil (Estadio Monumental)     |   |           |                      |
| Kolumbien                                           | – | Uruguay   | 1:1 (0:0), 5:3 i. E. |
| 27. Juni 1993 in Guayaquil (Estadio Monumental)     |   |           |                      |
| Argentinien                                         | – | Brasilien | 1:1 (0:1), 6:5 i. E. |
| 27. Juni 1993 in Quito (Estadio Olímpico Atahualpa) |   |           |                      |
| Mexiko                                              | – | Peru      | 4:2 (3:0)            |

## Halbfinale
|                                                     |   |           |                |
| 30. Juni 1993 in Quito (Estadio Olímpico Atahualpa) |   |           |                |
| Mexiko                                              | – | Ecuador   | 2:0 (1:0)      |
| 1. Juli 1993 in Guayaquil (Estadio Monumental)      |   |           |                |
| Argentinien                                         | – | Kolumbien | 0:0, 6:5 i. E. |

## Spiel um Platz 3
|                                                        |   |         |           |
| 3. Juli 1993 in Portoviejo (Estadio Reales Tamarindos) |   |         |           |
| Kolumbien                                              | – | Ecuador | 1:0 (0:0) |

## Finale
|                                                |   |        |           |
| 4. Juli 1993 in Guayaquil (Estadio Monumental) |   |        |           |
| Argentinien                                    | – | Mexiko | 2:1 (0:0) |

## Beste Torschützen
| Rang | Spieler                  | Tore |
| ---- | ------------------------ | ---- |
| 1    | José Dolgetta            | 4    |
| 2    | Gabriel Batistuta        | 3    |
|      | Palhinha                 | 3    |
|      | Ney Raúl Avilés          | 3    |
|      | Estiguar Hurtado         | 3    |
|      | José Guillermo del Solar | 3    |